# Henry Ian Cusick
Henry Ian Cusick (Trujillo, 17 april 1967) is een Schots-Peruaans toneel-, televisie- en filmacteur.

## Levensloop
Cusick werd geboren in Trujillo, Peru als zoon van een Peruaanse moeder en een Schotse vader. Hij groeide op in Trinidad en Tobago, waar hij rooms-katholiek werd opgevoed. Op 15-jarige leeftijd verhuisde hij naar Schotland waar hij een half jaar op de Royal Scottish Academy of Music and Drama zat, een toneel- en muziekschool. Aanvankelijk was hij vooral op het toneel te zien, hij speelde hoofdrollen in onder andere de producties The Picture of Dorian Gray, The Marovitz Hamlet en Horner. Zijn vertolking van het personage Torquato Tasso in de gelijknamige theaterproductie voor het Internationale festival van Edinburgh maakte hem tot kanshebber voor een Ian Charleson Award van 1995.
Wat eind jaren 90 begon met kleine rolletjes in televisieseries leidde tot zijn doorbraak in de televisiewereld in 2001, toen hij te zien was in meerdere afleveringen van de Britse ziekenhuisserie Casualty. Zijn wereldwijde doorbraak vond plaats in 2005 toen zijn personage "Desmond" werd geïntroduceerd in de televisieserie Lost. Zijn rol leverde hem een Emmy Award-nominatie op. Hij bleef aan als Desmond tot het einde van de serie in 2010.
Vanaf 2014-2019 vertolkte hij de rol van "Marcus Kane" in de Amerikaanse hitserie The 100, van the CW. Hij was te zien t/m het 6e en een na laatste seizoen.
Andere producties waarin Cusick een rol had waren het vijfde seizoen van 24, The Book Group, Midsomer Murders en de films 9/Tenths en Hitman.

### Privéleven
Cusick woont samen met zijn vrouw Annie en zijn drie zoons Elias, Lucas en Esau op het eiland Hawaï. Na veertien jaar samengewoond te hebben trouwde hij op 15 juli 2006 met zijn vrouw.

## Filmografie
- Raadsman Marcus Kane in The 100 (televisie) (2014-2019)
- Dr. Evan Declan in Inhumans (2017)
- Tommy Volker in The mentalist (televisie) (2012)
- Scandal (televisie) (2011)[3]
- Udre in "Hitman" (2007)
- Desmond Hume in Lost (2005-2010)
- Theo Stoller in 24 (2006)
- William in "9/Tenths" (2006)
- Brian in "Half Light"
- Jezus in The Gospel of John
- Dr. Peter Campbell in Perfect Romance
- Gareth Heldman in de Midsomer Murders-aflevering "The Fisher King"
- Gideon Mantell in Dinosaur Hunters
- Dr. Talbot in 2000 Acres of Sky
- Matt in Carla
- Miles Longmuir in The Book Group (van de BBC)
- Jason in Casualty
- Sgt. Michael Clark in Murder Rooms